# Sidney Samson
Sidney Samson (Países Bajos, 2 de octubre de 1981) es un DJ y productor holandés de música house.

## Biografía
A partir de los 6 años, Sidney comenzó a tocar la guitarra. A partir de ahí sabía que quería hacer música para el resto de su vida.
Después de ver un par de campeonatos de DMC, sus intereses iban hacía el dj-ing. Se inició en el DJ-ing en 1995 a la edad de 14 años. Durante ese tiempo tocaba principalmente, tracks del estilo RnB y Hip Hop en los clubes locales. Él cambió su estilo por completo por la música House en 1999, se convirtió en el DJ residente de las noches de 'Exxellent', en uno de los clubes nocturnos más importantes de Holanda "The Matrixx" en 2003. Sus habilidades en la producción realmente despegó en ese período.

## Producción
Una de sus primeras producciones se tituló "It’s all funked up!" (lanzado por el sello Spinnin' en el año 2003), obteniendo la aceptación en DJs como Erick E y DJ Jean. Después de este lanzamiento, publicó tracks como ‘Nobody Move’, ’Rock This’, ‘Girls’, ‘Aeroplane’ y ‘Viruz’.
En 2007, después de algunas colaboraciones con Gregor Salto, decidieron crear un nuevo sello discográfico: Samsobeats. En este sello, tuvieron la oportunidad, nuevos DJs y productores de lanzar nuevos tracks quienes mostraron su talento al mundo. "Samsobeats" quiere establecer un nuevo sentimiento en lugar de un sonido particular. Es por eso que se puede contar con pistas muy diferentes, desde el electro hasta sonidos látinos. Cada track debe tener el potencial de convertirse en un éxito de pista.
Junto a "Skitzofrenix" fue responsable de uno de los grandes éxitos del 2007, "You Don't Love Me (No , No , No)", la cual contiene el sample de la canción de mismo nombre grabada en 1994 por el cantante de reggae Dawn Penn. También fue editado por el sello Samsobeats.
Más tarde Sidney, logró ingresar en las listas de éxitos con "Today" con la colaboración vocal de Joni. Este tema muestra otra faceta de Sidney, se lo puede escuchar tocar la guitarra en los breaks ...
En 2009, lanzaría el sencillo con el que finalmente ganaría cierto reconocimiento en la escena electrónica: "Riverside", cuya canción contiene una frase extraída de la película Juice de 2pac Shakur. Logró posicionarse varias semanas en el tope de los charts e incluso obtuvo el disco de oro en Australia; El sencillo supo ubicarse en el # 14 en el Chart Nacional, permaneciendo durante 24 semanas, y también llegó a ocupar la segunda ubicación del UK Singles Chart y en el Irish Singles Chart. El track fue respaldado por DJs de la talla de David Guetta, Bob Sinclar, Fat Boy Slim, Laidback Luke, Diplo, A-Trak, Tiga y Boys Noize, entre varios otros.
Es uno de los procursores del subgénero de electro house conocido como Dirty Dutch o Dutch House, junto a Afrojack y DJ Chuckie.
En 2011, ingresó en la encuesta realizada por la revista DJmag, ubicándose en el número 92.
En 2012, hizo las veces de productor colaborando con el rapero estadounidense Pitbull en el sencillo "Get It Started" que cuenta con las voces de Shakira. También colaboró en el álbum Dirty Bass de la banda Far East Movement, específicamente en las canciones "Change Your Life" y "Ain't Coming Down".

## Discografía

### Singles y EP
- 2003: It's All Funked Up
- 2004: Nobody Move
- 2005: Rock This
- 2006: Shake And Rock This
- 2006: Samsonic / Dirty Laundry
- 2006: Girls (Featuring Lady Bee)
- 2007: You Don't Love Me (No , No , No) (con Skitzofrenix)
- 2007: What Do You Want Papi (with Gregor Salto Feat Alina Tirado)
- 2008: Pump Up The Stereo
- 2009: Riverside / Just Shake
- 2009: Get On The Floor (con Tony Cha Cha)
- 2009: Let's Go (Ft. Lady Bee & Bizzey)
- 2009: Shut Up & Let It Go (Featuring Lady Bee)
- 2009: Emporium (con Tony Cha Cha)
- 2010: Riverside (Let's Go!) (Feat. Wizard Sleeve)
- 2010: Come On Let's Go (Ft. Lady Bee & Bizzey)
- 2010: Quacky (con Afrojack)
- 2010: Punkass / Panorama
- 2010: Panorama (Don't Mean A Thing) (Feat. Max'C)
- 2010: Dama S Salon (Feat. DJ Gregory & Dama S)
- 2010: The World Is Yours
- 2010: Wake Up Call (con Steve Aoki)
- 2010: Monster EP (con Don Diablo)
- 2010: Fill U Up
- 2010: Countdown (con Bobby Burns)
- 2011: Set Me On Fire (feat. Tara McDonald)
- 2011: Filter
- 2011: Blasted
- 2011: Dynamite (feat. Tara McDonald)
- 2011: Tomahawk
- 2011: Duplex
- 2011: Surrender (feat. MC Ambush)
- 2011: Music Box
- 2011: Thanks I Get / The Street Is Ours
- 2011: Mutate (feat. Lil Jon)
- 2012: Hold Up
- 2012: Something In The Air (con Tony Cha Cha)
- 2012: Flashing Lights (con Roger Sánchez)
- 2012: Get Low
- 2012: Gimme Dat Ass (con Pitbull & Akon)
- 2012: Better Than Yesterday (con Will.i.am)
- 2012: Dutchland
- 2013: Torrent (con Martin Garrix)
- 2013: Move
- 2013: Go (con Gwise)
- 2013: Magic Shield (con Eva Simons)
- 2013: Chase the Trap
- 2013: Good Time (Dreamfields Anthem 2013)
- 2013: Y.L.B. (con Leroy Styles)
- 2013: I Can't Get Enough Of You (Pearl Future con Sidney Samson)
- 2013: Revenge Of The Acid (con Killfake)
- 2013: Make The Club Go Like (con Alvita)
- 2014: Thunderbolt (con Justin Prime)
- 2014: Celebrate The Rain (Con Eva Simons)
- 2014: Trojan
- 2016: Magic (con Yves V)
- 2016: Escape From Love(con Eva Simons)
- 2018: Riverside (Reloaded) (con Tujamo)
- 2018: Riverside 2099 (con Oliver Heldens)
- 2018: Drop It Down (ft. Vasin)
- 2019: Bomba Latina (con X-TOF & Bowman) (ft. Mr. Pig & Zafra Negra)

### Como productor
| Año  | Canción                                | Artista(s)        | Álbum          |
| ---- | -------------------------------------- | ----------------- | -------------- |
| 2011 | "Rolling the Dice" (con Nadia Ali)     | Sander van Doorn  | Eleve11        |
| 2012 | "Get It Started" (con Shakira)         | Pitbull           | Global Warming |
| 2012 | "Change Your Life" (con Flo Rida)      | Far East Movement | Dirty Bass     |
| 2012 | "Ain't Coming Down" (con Matthew Koma) | Far East Movement | Dirty Bass     |
| 2013 | "Bubbels"                              | Yes-R             |                |
| 2015 | "Policeman" (con Konshens)             | Eva Simons        |                |

### Remixes
2005:
- Don Diablo – Blow
- Funkerman & Raf – Rule The Night
- Soul Corporation – You Fooled Around
- Erick E – Keep On Making Noise (Sidney Remix)
- Yardmen – Deep Congress
- DB Movement Feat. T-Love – Funk Shaker

2006:
- The Caramel Club – Mama Say Mama Sa
- Tony Cha Cha – Sonar
- Dennis Christopher & Tony Cha Cha – SLuT!
- Sidney Samson – Nobody Rock! (Mashed Up Mix)
- Italian Stallion – Nasty

2007:
- King Amir – Samir's Theme
- Dr Kucho! & Gregor Salto – Love Is My Game
- Bassjackers – Beatcut
- Bobby Burns – From Holland (Sidney Samson & Tony Cha Cha Remix)
- Gregor Salto – Erasmus
- DJ Madskillz – Rip It Up

2008:
- Quintino – SupersoniQ
- Saxsymbol Feat. Lex Empress – Samba De Liberdade (Gregor Salto & Sidney Samson Remix)
- Funkin Matt – House Buzz (Sidney Samson & Ilker Akay Remix )
- DJ Jean – The Launch Relaunched (Tony Cha Cha And Sidney Samson Rmx)
- D-Rashid – Latin Brutality

2009:
- Silvio Ecomo & Chuckie – Moombah!
- Will Bailey – Hit The Club
- Bassjackers & Jorn - 16
- Laidback Luke & Diplo – Hey!
- Ellie – Superstar
- Gregor Salto - Unite

2010:
- WTF?! & dead prez – It's Bigger Than Hip Hop UK
- Chicane – Come Back
- David Guetta & Chris Willis Feat. Fergie & LMFAO – Gettin' Over You
- Reel 2 Real Feat. The Mad Stuntman – I Like to Move It 2010
- Ian Carey ft Mandy Ventrice – Let Loose
- Bassjackers – Clifton
- 3OH!3 – Double Vision
- Kelly Rowland Feat. David Guetta – Commander
- Die + Interface Feat. William Cartwright – Bright Lights
- Chris Kaeser feat. Max'C – Get Away
- Kylie Minogue – Get Outta My Way
- Flo Rida Feat. David Guetta – Club Can't Handle Me
- Stafford Brothers - Wasted (Baba O'Riley)
- Melvin Reese – LOIS 2010 (Sidney Samson Part 1 & 2 Mixes)
- Martin Solveig & Dragonette – Hello
- Roger Sánchez & Far East Movement Ft. Kanobby – 2Gether

2011:
- Rihanna – S&M
- Ferry Corsten – Punk
- Andrea Rosario - We Own The Night
- As Tequileiras Do Funk & DJ Gasparzinho – Surra De Bunda
- Havana Funk feat. Samy P, El Conde & Zelma Davis – Move Your Hips
- Katy Perry – Last Friday Night (T.G.I.F.)
- Pitbull Feat. Ne-Yo, Afrojack & Nayer – Give Me Everything
- Pitbull Feat. T-Pain – Hey Baby (Drop It to the Floor)
- Innerpartysystem – Not Getting Any Better
- Laidback Luke & Steve Aoki Feat. Lil Jon – Turbulence
- David Guetta ft. Flo Rida & Nicki Minaj – Where Them Girls At
- Mastiksoul & Dada feat. Akon & Paul G - Bang It All
- LMFAO Feat. Natalia Kills – Champagne Showers
- KIZZO Ft. Bloodline – This Time
- Diddy-Dirty Money feat. Skylar Grey – Coming Home (Sidney Samson Bootremix)
- JoJo – Disaster
- Enrique Iglesias – I Like How it Feels
- Chrizzo & Maxim feat. Amanda Wilson – Runaway
- David Guetta feat. Nicki Minaj – Turn Me On
- Lady Gaga – Marry the Night
- Far East Movement feat. Rye Rye – Jello

2012:
- Pitbull feat. Chris Brown – International Love
- Jennifer Lopez – Papi (Sidney Samson Bootleg)
- Lil Jon feat. LMFAO – Drink
- Will.i.am feat. Eva Simons – This Is Love
- Will.i.am feat. Jennifer Lopez – T.H.E. (The Hardest Ever)
- Far East Movement feat. Dev & Tyga – Dirty Bass
- Play-N-Skillz – Richest Man

2013:
- Leah LaBelle – Lolita
- Pitbull feat. Christina Aguilera – Feel This Moment
- Mariah Carey feat. Miguel – #Beautiful
- Afrojack feat. Chris Brown – As Your Friend
- Ariana Grande feat. Mac Miller – The Way
- Ginny Blackmore – Bones (Sidney Samson & Killfake Remix)
- Smokey Jones – Lightning
- Meital Dohan – Give Us Back Love
- Kamaliya – Love Me Like (Sidney Samson & Killfake Remix)

2019:
- Sidney Samson & Lil Jon – Mutate (2k19 Festival Mix)